# Pierwomajskij (rejon konyszowski)
Pierwomajskij (ros. Первомайский) – chutor w zachodniej Rosji, w sielsowiecie naumowskim rejonu konyszowskiego w obwodzie kurskim.

## Geografia
Miejscowość położona jest nad Swapą (prawy dopływ Sejmu), 10 km od centrum administracyjnego sielsowietu (Naumowka), 21 km na północny zachód od centrum administracyjnego rejonu (Konyszowka), 83 km na północny zachód od Kurska.
W chutorze znajduje się 31 posesji.
Klimat
Miejscowość, jak i cały rejon, znajduje się w strefie klimatu kontynentalnego z łagodnym ciepłym latem i równomiernie rozłożonymi opadami rocznymi (Dfb w klasyfikacji klimatów Köppena).

## Demografia
W 2010 r. chutor zamieszkiwało 14 osób.